# Piet Ridder

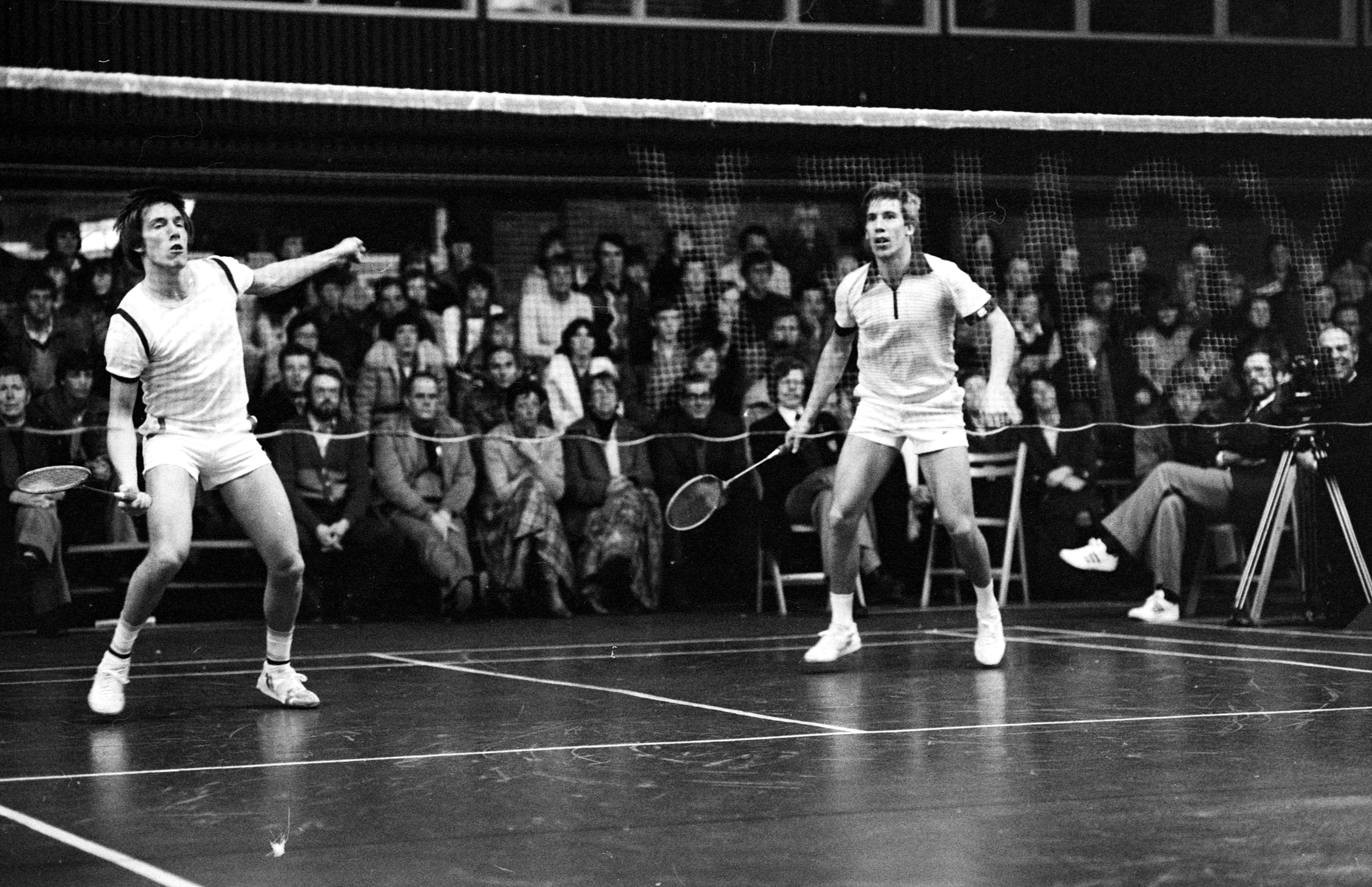
Piet Ridder (rechts) mit seinem Bruder Rob 1979.

Piet Ridder (* 1951 in Haarlem) ist ein niederländischer Badmintonspieler. Rob Ridder ist sein Bruder, Marja Ridder seine Schwester.

## Privates
Ridder heiratete Dorrie van den Ende am 23. Mai 1975.

## Karriere
Piet Ridder wurde 1969 Junioreneuropameister und 1971 erstmals niederländischer Titelträger. Drei weitere nationale Titel folgten. International war er in Belgien und in Schottland erfolgreich.

## Sportliche Erfolge
| Saison | Veranstaltung                                   | Disziplin    | Platz | Name                              |
| ------ | ----------------------------------------------- | ------------ | ----- | --------------------------------- |
| 1966   | Niederlande: Einzelmeisterschaften der Junioren | Herreneinzel | 1     | Piet Ridder                       |
| 1968   | Niederlande: Einzelmeisterschaften der Junioren | Herreneinzel | 1     | Piet Ridder                       |
| 1969   | Junioren-Europameisterschaft                    | Herrendoppel | 3     | Piet Ridder / Rudy Hartog         |
| 1969   | Niederlande: Einzelmeisterschaften der Junioren | Herreneinzel | 1     | Piet Ridder                       |
| 1969   | Junioren-Europameisterschaft                    | Herreneinzel | 3     | Piet Ridder                       |
| 1971   | Niederlande: Einzelmeisterschaften              | Herrendoppel | 1     | Herman Leidelmeijer / Piet Ridder |
| 1972   | Niederlande: Einzelmeisterschaften              | Mixed        | 1     | Piet Ridder / Lily ter Metz       |
| 1972   | Niederlande: Einzelmeisterschaften              | Herrendoppel | 1     | Herman Leidelmeijer / Piet Ridder |
| 1975   | Irish Open                                      | Herreneinzel | 2     | Piet Ridder                       |
| 1977   | Weltmeisterschaft                               | Herrendoppel | 17    | Rob Ridder / Piet Ridder          |
| 1977   | Scottish Open                                   | Herrendoppel | 1     | Rob Ridder / Piet Ridder          |
| 1977   | Niederlande: Einzelmeisterschaften              | Herrendoppel | 1     | Rob Ridder / Piet Ridder          |
| 1979   | Belgian International                           | Herrendoppel | 1     | Rob Ridder / Piet Ridder          |